# Nejimaki Seirei Senki: Tenkyō no Alderamin
Nejimaki Seirei Senki: Tenkyō no Alderamin (ねじ巻き精霊戦記 天鏡のアルデラミン lit. Conclusión de las crónicas espirituales: Alderamin en el cielo?) es una serie de novelas ligeras escritas por Bokuto Uno e ilustradas por Sanbasō (volúmenes 1 a 5) y Ryūtetsu (volumen 6 en adelante). Una adaptación a manga, escrita por Taiki Kawakami, es publicada en Dengeki Daioh. Una adaptación a anime de Madhouse, dirigida por Tetsuo Ichimura, se emitió entre el 9 de julio y el 30 de septiembre de 2016.

## Personajes
Ikta Solork (イクタ・ソローク Ikuta Sorouku)
Seiyū: Nobuhiko Okamoto, MAO (niño)
Spirit: Light Spirit Kus (Seiyū: Eri Suzuki)
Yatorishino Igsem (ヤトリシノ・イグセム Yatorishino Igusemu)
Seiyū: Risa Taneda
Spirit: Flame Spirit Shia (Seiyū: Haruka Yamazaki)
Torway Remion (トルウェイ・レミオン Toruwei Remion)
Seiyū: Ryōsuke Kanemoto
Spirit: Wind Spirit Safi
Matthew Tetdrich (マシュー・テトジリチ Mashuu Tetojirichi)
Seiyū: Junji Majima
Spirit: Wind Spirit Tsuu
Haroma Bekkel (ハローマ・ベッケル Harouma Bekkeru)
Seiyū: Haruka Chisuga
Spirit: Water Spirit Miru
Shamille Kitra Katvarnmaninik (シャミーユ・キトラ・カトヴァンマニニク Shamiiyu Kitora Katovanmaniniku)
Seiyū: Inori Minase

## Medios de comunicación

### Novela ligera
Bokuto Uno comenzó publicando las novelas ligeras con ilustraciones de Sanbasō bajo la imprenta Dengeki Bunko de ASCII Media Works en junio de 2012. Después de que Sanbasō empezará a sufrir de pobre salud, Ryūtetsu tomó su lugar con la ilustración de la serie, comenzando con la sexta novela.

#### Volúmenes
| Núm. | Fecha de publicación     | ISBN                   |
| ---- | ------------------------ | ---------------------- |
| 1    | 10 de junio de 2012      | ISBN 978-4-04-886559-3 |
| 2    | 10 de noviembre de 2012  | ISBN 978-4-04-886988-1 |
| 3    | 10 de abril de 2013      | ISBN 978-4-04-891533-5 |
| 4    | 10 de septiembre de 2013 | ISBN 978-4-04-891906-7 |
| 5    | 8 de marzo de 2014       | ISBN 978-4-04-866437-0 |
| 6    | 10 de octubre de 2014    | ISBN 978-4-04-869011-9 |
| 7    | 10 de marzo de 2015      | ISBN 978-4-04-869336-3 |
| 8    | 10 de octubre de 2015    | ISBN 978-4-04-865456-2 |
| 9    | 9 de abril de 2016       | ISBN 978-4-04-865879-9 |
| 10   | 9 de julio de 2016       | ISBN 978-4-04-892196-1 |
| 11   | 10 de noviembre de 2016  | ISBN 978-4-04-892471-9 |

### Manga
Una adaptación a manga de Taiki Kawakami comenzó su serialización en la edición de julio de 2014 de la revista Dengeki Maoh de la imprenta Dengeki Comics de ASCII Media Works el 27 de mayo de 2014. El mismo acabó su publicación el 27 de mayo de 2017

#### Lista de volúmenes
| Núm. | Fecha de publicación  | ISBN                   |
| ---- | --------------------- | ---------------------- |
| 1    | 10 de octubre de 2014 | ISBN 978-4-04-866915-3 |
| 2    | 10 de marzo de 2015   | ISBN 978-4-04-869237-3 |
| 3    | 10 de octubre de 2015 | ISBN 978-4-04-865435-7 |
| 4    | 10 de marzo de 2016   | ISBN 978-4-04-865843-0 |
| 5    | 9 de julio de 2016    | ISBN 978-4-04-892137-4 |

### Anime
Una adaptación a anime fue anunciada en el Festival de Otoño de Dengeki Bunko 2015 el 4 de octubre de 2015. La adaptación fue revelada luego que iba a ser una serie de televisión en la edición de diciembre de la revista Monthly Shōnen Sirius de Kodansha el 26 de octubre de 2015. Un tráiler para la serie fue publicado durante el evento Dengeki Bunko Haru no Saiten 2016 el 13 de marzo de 2016.
La serie es dirigida por Tetsuo Ichimura y escrita por Shogo Yasukawa, con animación por el estudio Madhouse. Kunio Katsuki provee el diseño de los personajes para el anime, mientras Yoshikazu Iwanami sirve como el director de sonido de la serie. Keiji Inai es el compositor de la música para el anime. El opening es "Tenkyō no Alderamin" (天鏡のアルデラミン, lit. "Alderamin en el Cielo") interpretado por Kisida Kyoudan & The Akebosi Rockets, mientras el ending es "nameless" interpretado por Kano.
La serie se emitió entre el 8 de julio y el 29 de septiembre de 2016, y fue transmitido en Tokyo MX. Se transmitió en KBS Kyoto, Sun TV, TV Aichi, y BS Fuji el 11 de julio, y en AT-X el 12 de julio. El anime será publicado en 7 volúmenes Blu-ray y DVD.
El anime tuvo una duración de 13 episodios, abarcando del volumen 1 al 3 de la novela ligera; sin confirmarse una segunda temporada.

#### Lista de episodios
| Núm. | Título | Fecha de emisión         |
| ---- | --- | ------------------------ |
| 1    | "Un encuentro tormentoso" "Arashi no Kaikō" (嵐の邂逅)                                                            | 9 de julio de 2016       |
| 2    | "Una medalla de honor no deseada" "Fuhon'i naru Hōshō" (不本意なる褒賞)                                           | 16 de julio de 2016      |
| 3    | "La escuela de caballeros de los oficiales de alto rango" "Kōtō Shikan Gakkō no Kishi-dan" (高等士官学校の騎士団) | 23 de julio de 2016      |
| 4    | "Perros guardianes del árbol espiritual" "Eireiju no Banken-tachi" (永霊樹の番犬たち)                             | 30 de julio de 2016      |
| 5    | "Dos son uno" "Futari de Hitotsu" (二人でひとつ)                                                                  | 6 de agosto de 2016      |
| 6    | "En la base de las escaleras de Dios" "Kami no Kizahashi no Fumoto Nite" (神の階の麓にて)                         | 13 de agosto de 2016     |
| 7    | "La rebelión de Katjvarna del Norte" "Katovāna Hokuiki Dōran" (カトヴァーナ北域動乱)                              | 20 de agosto de 2016     |
| 8    | "Algún día, por tercera vez" "Itsuka san-dome ni" (いつか三度目に)                                                | 27 de agosto de 2016     |
| 9    | "El destino de una pequeña reputación" "Sasayakana Menboku no Yukue" (ささやかな面目の行方)                       | 2 de septiembre de 2016  |
| 10   | "La Saia Alderamin" "Ra Saia Aruderamin" (ラ • サイア • アルデラミン)                                             | 9 de septiembre de 2016  |
| 11   | "Perezoso VS Despierto" "Tsune Daru VS Fumin" (常怠VS不眠)                                                        | 16 de septiembre de 2016 |
| 12   | "Cazador de fantasmas" "Bōrei o Karu Mono" (亡霊を狩るもの)                                                       | 23 de septiembre de 2016 |
| 13   | "En un imperio del crepúsculo" "Tasogare no Teikoku Nite" (たそがれの帝国にて)                                    | 30 de septiembre de 2016 |